# Manastiriște, Vrața
Manastiriște (în bulgară Манастирище) este un sat în comuna Hairedin, regiunea Vrața,  Bulgaria. 

## Demografie
Componența etnică a satului Manastiriște
     Bulgari (89,5%)
     Romi (8,24%)
     Nicio identificare (2,24%)
     Altele (0%)
La recensământul din 2011, populația satului Manastiriște era de 1.067 locuitori. Din punct de vedere etnic, majoritatea locuitorilor (89,5%) erau bulgari, cu o minoritate de romi (8,24%). Pentru 2,24% din locuitori nu este cunoscută apartenența etnică.